# Trapézoèdre pentagonal
Le trapézoèdre pentagonal est un polyèdre ayant 10 faces, c'est-à-dire un décaèdre.

## Utilisation comme un dé

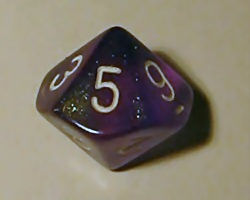
Un dé à 10 faces

Le jeu de rôle RuneQuest fut le premier à inclure le trapézoèdre pentagonal comme dé à 10 faces[réf. nécessaire].
C'est le seul dé couramment utilisé qui ne soit pas un solide de Platon. Des considérations élémentaires de symétrie nous rassurent sur le fait que la probabilité d'obtenir l'un ou l'autre des dix nombres est égale.

## Sources
- (en) Cundy H.M et Rollett, A.P., Mathematical models, Oxford University Press, 1961, 2e éd. (lire en ligne), p. 115-117.